# Tărna, Kărdjali
Tărna (în bulgară Търна) este un sat în comuna Ardino, regiunea Kărdjali,  Bulgaria. 

## Demografie
Componența etnică a satului Tărna
     Turci (97,43%)
     Nicio identificare (2,56%)
     Altele (0%)
La recensământul din 2011, populația satului Tărna era de 39 locuitori. Din punct de vedere etnic, majoritatea locuitorilor (97,43%) erau turci. Pentru 2,56% din locuitori nu este cunoscută apartenența etnică.